# Jan Lagierski
Jan Lagierski (ur. 15 stycznia 1938, zm. 1 lipca 2008) – polski sędzia siatkarski i działacz sportowy.
Swoją karierę sędziowską rozpoczął w 1973 roku. Prowadził mecze na najwyższym szczeblu rozgrywkowym. Był również kwalifikatorem Polskiego Związku Piłki Siatkowej oraz członkiem Zarządu i Przewodniczącym Wydziału Gier i Dyscypliny Śląskiego Związku Piłki Siatkowej. Wiosną 2008 roku ponownie objął tę drugą funkcję.